# Vette!
Vette! es un videojuego de carreras de 1989 donde el objetivo es correr un Chevrolet Corvette por las calles de San Francisco. El juego fue notable (en su momento) por su detallada representación en polígonos no sombreados de las calles de San Francisco. Fue lanzado en tres disquetes con una versión en blanco y negro o en color disponible. También se lanzó con un gran manual de instrucciones que dio especificaciones detalladas sobre los automóviles y detalles sobre varias áreas de la ciudad.
El juego presenta un San Francisco en 3D, que incluye el Golden Gate Bridge, el San Francisco Bay Bridge,  y Lombard Street, conocida como la "calle más sinuosa de los Estados Unidos".
Se planeó una versión de Sega Genesis pero nunca se lanzó.

## Características
- Daños en el automóvil que afectan el motor y el manejo del automóvil.
- Control total sobre las vistas de la cámara del juego, incluida la cámara interior con tablero de instrumentos completo.
- La presencia e interacción de las fuerzas del orden público, en las que te detienen y debes dar una excusa sobre tu conducción errática.
- La capacidad de conducir en cualquier lugar dentro de la ciudad modelada con precisión, incluidas carreteras, túneles y puentes
- Al detenerse en las diferentes estaciones de servicio, se repara el automóvil.
- El jugador puede atropellar a las personas.
- Conducir de manera irregular puede atraer la atención de un policía cercano para perseguirlo. Luego de ser detenido, hay 8 excusas para elegir, a menos que se le cobre por homicidio vehicular, al atropellar al menos a 1 peatón durante la persecución o cerca de un policía.

## Protección contra copia
Al comienzo del juego, una pregunta del manual requiere una respuesta correcta para demostrar la propiedad del juego. Si la pregunta se responde falsamente, el juego se puede jugar por un tiempo limitado antes de que aparezca una ventana que dice "Estás conduciendo un Vette robado" y el juego se bloquea.

## Recepción
Tony Dillon de ACE elogió Vette! por su "complejidad de diseño combinada con simplicidad inteligente en la presentación" y su variada jugabilidad, y opinó que el juego "no tiene ventaja sobre Stunt Car, pero seguro que no está muy lejos". Peter Scisco de Compute! reseñó favorablemente el juego, describiéndolo como "Falcon AT en el suelo". Elogió los detalles del juego y los gráficos de EGA, solo criticó la falta de soporte tarjeta de sonido, y concluyó que "Vette! supera otras simulaciones de conducción en su alcance y realismo".